# Păltiniș (okręg Caraș-Severin)
Păltiniș – wieś w Rumunii, w okręgu Caraș-Severin, w gminie Păltiniș. W 2011 roku liczyła 666 mieszkańców. 